# Кожевниковы (Оренбургские)
Кожевниковы — казачий и дворянский род со станицы Новоилецкой Первого (Оренбургского) военного отдела Оренбургского казачьего войска.

## Известные представители
- Кожевников, Александр Тимофеевич (16.08.1893-08.08.1938) — Окончил ОНКК (1911) и НКУ по 1 р. (1913), Севастопольскую воен. авиашколу (1916)[1]., Высшие академические курсы им. М. В. Фрунзе (1923). Нач. ВВС Зап. ВО (с 05.11.1923), нач. управления ВВС Белорусского ВО[2],[3].

- Кожевников, Григорий Тимофеевич (27.09.1879-29.08.1911) — есаул, Окончил ОНКК и НКУ по 1 р. (сокурсник А. И. Дутова) и НАГШ. Слушатель курсов вост. языков (1909), приком. к Главному штабу, в 6 ОКП.